# District Baksanski
District Baksanski (Russisch: Бакса́нский райо́н) is een district in het noorden van de Russische autonome republiek Kabardië-Balkarië. Het district heeft een oppervlakte van 829,58 vierkante kilometer en een inwonertal van 60.970 in 2010. Het administratieve centrum bevindt zich in Baksan.
Bestuurlijk centrum: Naltsjik

Steden: Baksan · Majski · Nartkala · Prochladny · Terek · Tsjegem · Tyrnyaoez

Districten: Baksanski · Elbroesski · Leskenski · Majski · Oervanski · Prochladnenski · Terski · Tsjegemski · Tsjerekski · Zolski